# 奥利霍夫卡农村居民点
奥利霍夫卡农村居民点（俄语：Ольховское сельское поселение）是俄罗斯联邦伏尔加格勒州奥利霍夫卡区所属的一个农村居民点。其下辖有2个居民点，行政中心为奥利霍夫卡。据2016年统计，该农村居民点的人口为5846人。